# Marcos Daniel Aguilar
Marcos Daniel Aguilar (Ciudad de México, 1982) es un escritor, ensayista y profesor mexicano.

## Biografía
Nacido en la Ciudad de México, en 1982, obtuvo una licenciatura en comunicación política por la Universidad Nacional Autónoma de México (UNAM) y posteriormente una maestría por el Centro de Investigación y Docencia Económicas (CIDE).
Se desempeñó como asistente de investigación en el Colegio de México (COLMEX) formando parte del equipo que catalogó los archivos de Antonio Martínez Báez y de Carlos Pellicer Cámara. Asimismo ha fungido como profesor en la Facultad de Ciencias Políticas y Sociales (FCPyS) de la UNAM.
Ha sido guionista de noticias del Instituto Mexicano de la Radio (IMER) y posteriormente reportero del noticiario televisivo noticias 22 del Canal 22 de México, y editor en jefe de la Agencia de Información Cultural N22.
En el ámbito de las letras fue fundador de las revistas literarias Palestra, Cariátide y Desocupado. De igual forma se ha desempeñado como articulista en diversos medios como Relatos e Historia en México, Este País, Tierra Adentro, Armas y Letras y Nexos, así como colaborador de laberinto en Milenio Diario y La Jornada Semanal.
Es autor de dos libros y coautor de otros dos; parte de su trabajo se encuentra en múltiples antologías. Entre sus publicaciones destacadas se encuentra: Un informante en el olvido: Alfonso Reyes (2013), La terquedad de la esperanza (2015), Manolete para siempre: antología de poetas mexicanos y españoles (2017), y Gestos del centauro (2021).

## Publicaciones seleccionadas

### Antologías
- Sánchez, Josué; Culebro, Roberto, eds. (2012). Facciones : ensayos sobre Alfonso Reyes. Xalapa, Veracruz: Universidad Veracruzana. ISBN 9786075022970.
- Aguilar, Marcos Daniel (2017). Manolete para siempre : antología de poetas mexicanos y españoles. Córdoba, España: Asociación Cultural Andrómina. ISBN 9788494603204.

### Biografías
- Aguilar, Marcos Daniel (2013). Un informante en el olvido: Alfonso Reyes (1. edición). México, D.F: Conaculta. ISBN 9786075162034.

### Ensayos
- Aguilar, Marcos Daniel (2015). La terquedad de la esperanza. San Nicolás de los Garza, Nuevo León: Universidad Autónoma de Nuevo León. ISBN 9786072704497.
- Aguilar, Marcos Daniel (2021). Gestos del centauro (Primeraición edición). México: Ediciones Periféricas. ISBN 9786079903541.